# Saar-Nahe-Becken

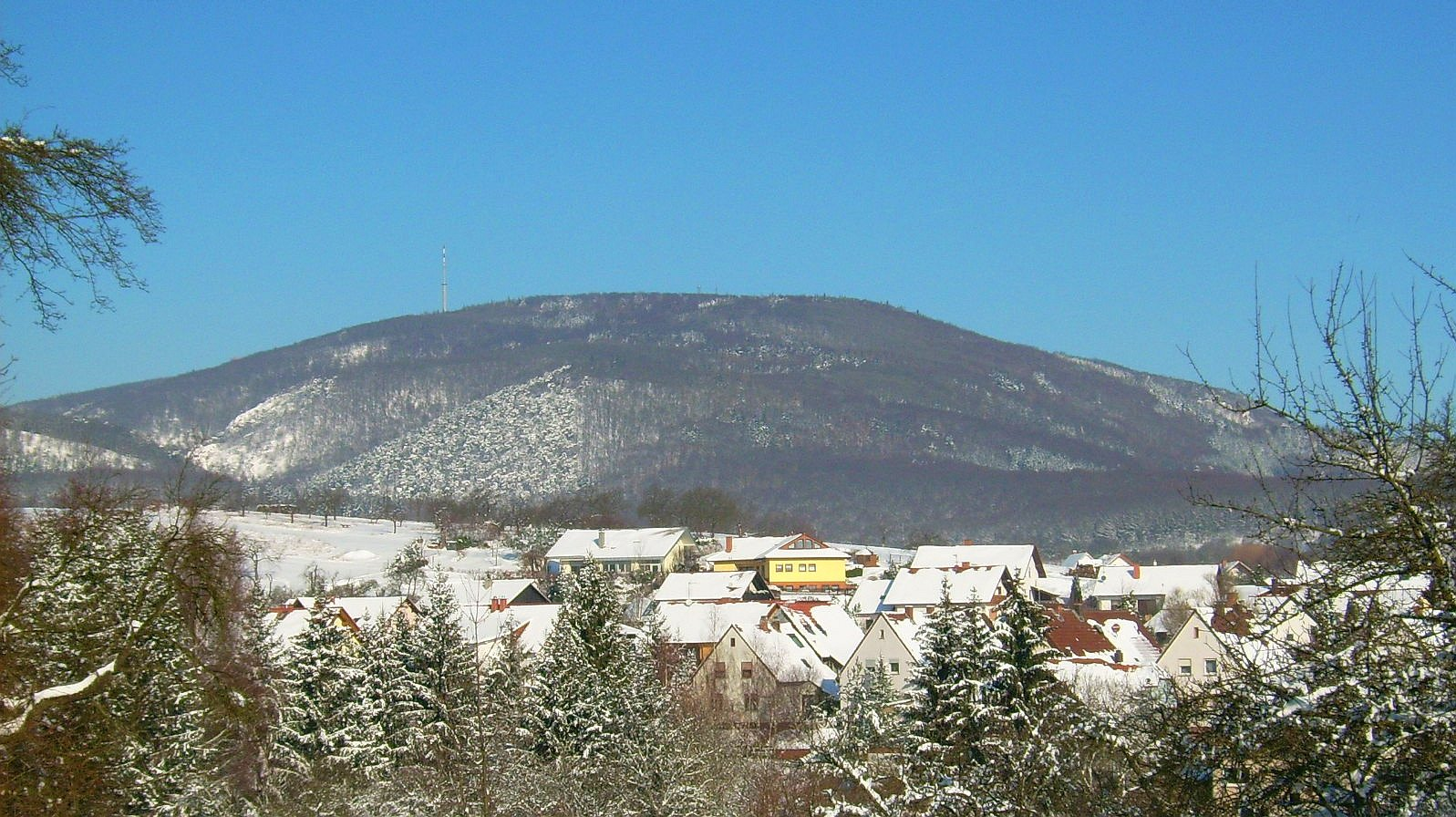
Donnersberg (Donnersbergkreis, Rheinland-Pfalz), Typlokalität der Donnersberg-Formation

Das Saar-Nahe-Becken ist in der Geologie ein intramontanes Molassebecken (oder Innenmolasse), das am Ende der Variskischen Gebirgsbildung in Mitteleuropa entstanden ist. Es enthält Ablagerungen aus dem Oberkarbon und Perm, die eine maximale Mächtigkeit von bis zu 8000 m haben. Wirtschaftliche Bedeutung hat bzw. hatte das Becken zunächst durch sideritische Eisenerze und später vor allem durch die eingelagerten Kohleflöze.

## Ausdehnung und Lage
Das Saar-Nahe-Becken im geologischen Sinn hat eine Größe von etwa 300 × 100 km, von denen aber nur etwa ein Drittel aufgeschlossen ist, d. h. zu Tage tritt; der Rest ist durch jüngere Ablagerungen bedeckt und nur durch Bohrungen nachgewiesen. Es erstreckt sich vom Rhein im Osten bis in die Region Champagne-Ardenne (Frankreich) im Westen. Bereits ab der deutsch-französischen Grenze sind die Ablagerungen des Saar-Nahe-Beckens nach Westen hin von jüngeren Ablagerungen überdeckt. Das Gesamtbecken wird deshalb in der Literatur auch als Lothringen-Saar-Nahe-Becken bezeichnet. Im Norden ist es relativ scharf durch die Hunsrück-Südrand-Störung begrenzt; die Mächtigkeit reduziert sich nördlich der Störung auf kurzer bzw. kürzester Distanz auf 0 m. Nach Süden erstreckt es sich weit unter die jüngere Bedeckung bis etwa an den Nordrand der Vogesen im Westen und den Nordschwarzwald im Osten. Tektonisch gesehen bildet das Becken eine heute leicht südvergente Sattelstruktur. Innerhalb des Saar-Nahe-Beckens lassen sich mehrere Teilbecken (z. B. Saar-Teilbecken, Nahe-Teilbecken) und Horststrukturen (Sprendlinger Horst) erkennen, die von Störungen senkrecht zur Hunsrück-Südrand-Störung stehen und die während der Entstehung des Gesamtbeckens aktiv waren. Die größeren Störungen waren: Trombach-Störung, Potzberg-Störung, Lothringen-Störung u. a. Sie waren zu unterschiedlichen Zeiten aktiv und für die stark unterschiedlichen Mächtigkeiten der Formationen, Faziesunterschiede und auch die Verlagerung der Ablagerungszentren während der Sedimentation des Rotliegend im Saar-Nahe-Becken verantwortlich.

## Entstehung
Durch seismische Untersuchungen kennt man die Struktur des Saar-Nahe-Beckens relativ gut. Es handelt sich um ein stark asymmetrisches Becken, dessen größte Absenkung bzw. dessen größte Mächtigkeiten an seiner Nordseite unmittelbar südlich der Hunsrück-Südrand-Störung liegen. Es entstand durch eine rechtshändige, transtensive Bewegung entlang der Hunsrück-Südrand-Störung, die später auch weiter als rechtshändige Scherfläche überprägt wurde. Es ist daher als rechtshändiges Blattverschiebungs-Becken (Strike-slip-fault-Becken) zu interpretieren.

## Ablagerungen, Liefergebiete und Alter
Während der Einsenkung des Saar-Nahe-Beckens fand eine markante Änderung der Klimabedingungen von tropisch zu arid statt. Entsprechend änderten sich die Ablagerungsbedingungen von limnisch-fluviatil, limnisch-lakustrin zu terrestrisch-arid. Auch die Lebewelt war einer starken Veränderung ausgesetzt.
Mit groben Konglomeraten an der Basis und Peliten an der Obergrenze (Top) leitet die nur aus Bohrungen bekannte Spiesen-Formation die fluviatile Sedimentation des Saar-Nahe-Beckens ein. Sie liegt diskordant auf marinem Viséum und wird ins Namurium datiert. Darüber folgt das produktive Oberkarbon (produktiv aufgrund der abbauwürdigen Kohleflöze) mit den Saarbrücken- und Ottweiler-Gruppen. Während des Westfaliums lag das Zentrum der Ablagerung südlich der heute aufgeschlossenen Schichten des Saar-Nahe-Beckens. Das Abtragungsgebiet lag nördlich im Rheinischen Schiefergebirge, es lieferte siliziklastische Sedimente. Während des Stefaniums änderte sich das Liefergebiet und die Zusammensetzung der Gerölle. Aus dem Schwarzwald, den Vogesen und dem französischen Zentralmassiv, also aus Gebieten südlich des Beckens, wurden Sedimente mit granitisch-klastischen Komponenten geliefert. Dabei verlagerte sich das Zentrum der Ablagerung näher an die Hunsrück-Südrand-Störung heran und an ihr entlang von Südwesten nach Nordosten. Schichtlücken sind wohl innerhalb von Westfalium A und B vorhanden, das Namurium ist aufgrund seiner geringen Mächtigkeit nicht vollständig. Das Westfalium D wird vom Stefanium diskordant überlagert. Innerhalb des Stefaniums sind keine erkennbaren Diskordanzen vorhanden, auch das Rotliegend lagert konkordant auf dem Stefanium. Die chronostratigraphische Grenze Karbon/Perm liegt nach Boy & Schindler (2000) wahrscheinlich in der Wahnwegen-Formation.
Der untere Teil des Rotliegend weist noch überwiegend graugrün-gefärbte Sedimentgesteine auf, die einen geringen Anteil vulkanischer Aschentuffe aufweisen, die von außerhalb des Beckens stammen. Im höheren Teil des Rotliegend sind die Ablagerungen überwiegend rot gefärbt und enthalten einen hohen Anteil an latitisch-andesitischen und rhyolithischen Laven und Aschentuffen, die innerhalb des Beckens gefördert wurden. Die Sedimente wurden in ausgedehnten Seen, in Deltas, Flusssystemen und alluvialen Fächern abgelagert.

## Lithostratigraphische Gliederung der Ablagerungen
Die Ablagerungen des Saar-Nahe-Beckens können im Sinne der Lithostratigraphie als Supergruppe aufgefasst werden. Sie werden in drei lithostratigraphische Gruppen, Saarbrücken-Gruppe, Ottweiler-Gruppe und Glan-Gruppe gegliedert. Die folgende weitere Untergliederung dieser Gruppen erfolgt nach Schäfer (2005) bzw. Boy in Mennig et al. (2005). Saarbrücken-Gruppe und Ottweiler-Gruppe wurden im Oberkarbon abgelagert, die Glan-Gruppe im Perm. Die beiden Untergliederungen unterscheiden sich im permischen Anteil, deshalb werden sie hier nebeneinander gestellt. Eine sehr wichtige Rolle bei der Untergliederung der karbonischen Schichten spielen die in der Bohrung Saar 1 erbohrten 151 Kohleflöze. Im Rotliegend sind es dagegen eher markante Wechsel in der Gesteinszusammensetzung, die eine Untergliederung möglich machen. Sie ermöglichen, dass die Formationen in Subformationen unterteilt werden können.
| Gliederung nach Boy (2005) - Glan-Gruppe - Nahe-Subgruppe - Nierstein-Formation - Standenbühl-Formation - Sponheim-Formation - Kreuznach-Formation - Wadern-Formation - Donnersberg-Formation - Glan-Subgruppe - Thallichtenberg-Formation - Oberkirchen-Formation - Disibodenberg-Formation - Meisenheim-Formation - Lauterecken-Formation - Quirnbach-Formation - Wahnwegen-Formation - Altenglan-Formation - Remigiusberg-Formation das Karbon wird in dieser Arbeit nicht behandelt | Gliederung nach Schäfer (2005) - Nahe-Gruppe - Nierstein-Formation - Standenbühl-Formation - Kreuznach-Formation - Wadern-Formation - Donnersberg-Formation - Glan-Gruppe - Tholey-Subgruppe - Thallichtenberg-Formation - Oberkirchen-Formation - Lebach-Subgruppe - Disibodenberg-Formation - Odernheim-Formation (im oberen Teil eingelagert sind die Lebacher Eier) - Jeckenbach-Formation - Kusel-Subgruppe - Lauterecken-Formation - Quirnbach-Formation - Wahnwegen-Formation - Altenglan-Formation - Remigiusberg-Formation - Ottweiler-Gruppe - Breitenbach-Formation - Heusweiler-Formation - Dilsburg-Formation - Göttelborn-Formation (mit dem Holzer Konglomerat an der Basis) - Saarbrücken-Gruppe - Heiligenwald-Formation - Luisenthal-Formation - Geisheck-Formation - Sulzbach-Formation - Rothell-Formation - St. Ingbert-Formation - Neunkirchen-Formation - Spiesen-Formation |

## Wirtschaftliche Bedeutung
Das Saar-Nahe-Becken hatte in der Vergangenheit eine große Bedeutung für die Schwerindustrie des Saarlandes. In den Anfängen der Industrialisierung waren es zunächst sideritische Eisenerze des Westfalium, die die Grundlage der Schwerindustrie bildeten. Später wurden auch die sideritischen Toneisensteinknollen der Lebacher Eier (oberer Teil der Odernberg-Formation) verhüttet. Sie begründeten die Existenz der Dillinger Hütte. Erst im 19. Jahrhundert wurden dann die Minette-Erze verhüttet.
Das Saargebiet ist vor allem durch den Abbau von Kohle bekannt geworden. In der Tiefbohrung Saar 1 wurden insgesamt 151 Flöze durchteuft, die Mächtigkeiten von weniger als 0,30 bis zu 2,20 m haben. Bereits im Spätmittelalter ist der Kohleabbau urkundlich bestätigt. Der planmäßige Abbau der Kohleflöze erfolgte aber erst später. Allerdings waren die Abbaumengen sehr klein und der Abbau oberflächennah. Die Kohle wurde in der Region verbraucht. 1750/51 verstaatlichte Wilhelm Heinrich von Nassau-Saarbrücken sämtliche damals existierenden Gruben. 1766 waren im Saargebiet 12 Kohlegruben in Betrieb: Schwalbach, Stangenmühle, Klarenthal, Gersweiler, Rußhütte, Jägersfreude, Friedrichsthal (Saar), Schiffweiler, Wellesweiler, Dudweiler, Sulzbach und Burbach. Die Kohle wurde nun zum Handelsobjekt und die Abbaumengen nahmen drastisch zu.

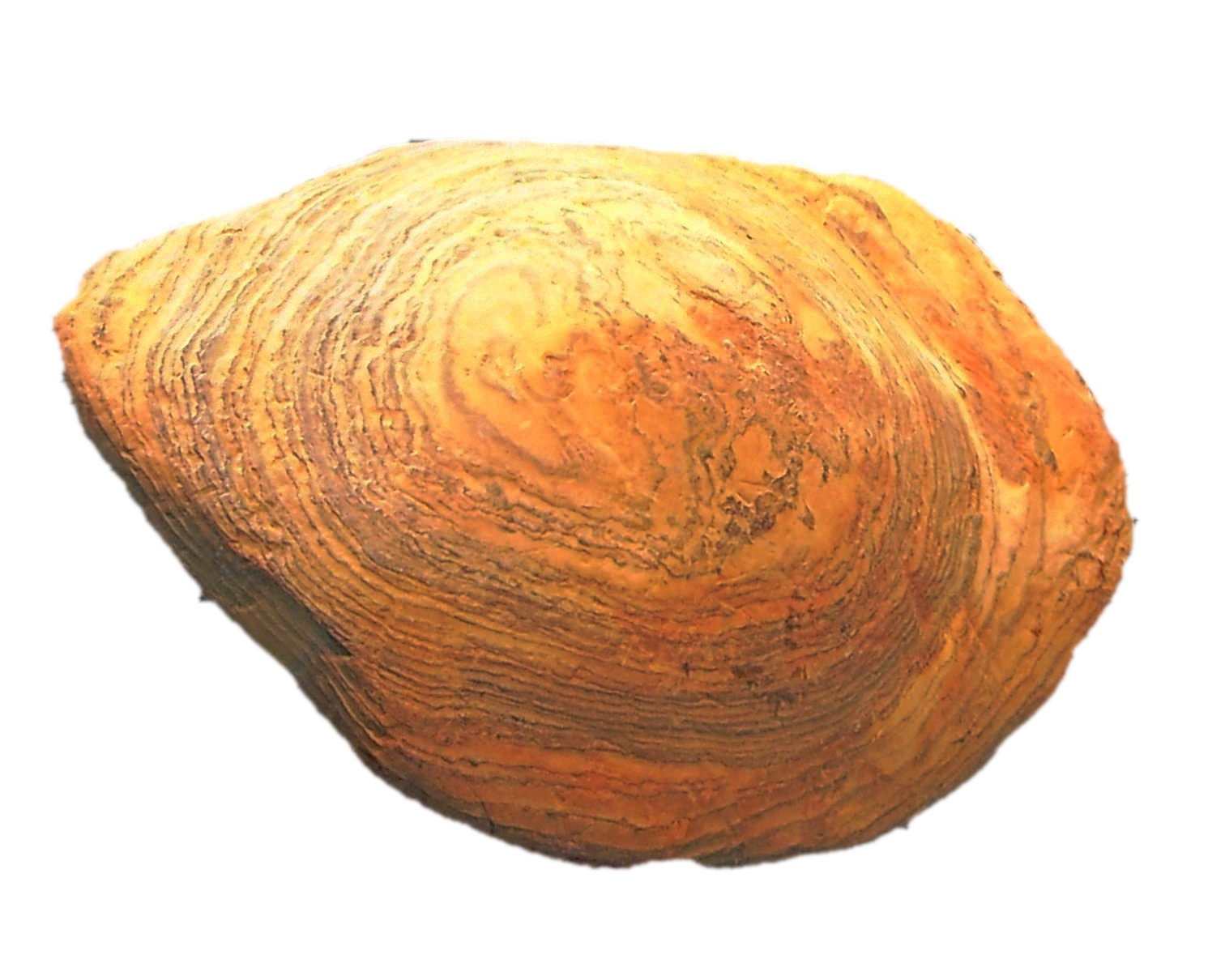
Lebacher Ei, Sideritkonkretion aus dem höheren Teil der Odernheim-Formation

## Fossillagerstätten
Die weitverbreiteten Seeablagerungen im Unteren Rotliegend des Saar-Nahe-Beckens sind z. T. bekannte Fossillagerstätten mit Fossilien in sehr guter Erhaltung.